# Женская сборная Гибралтара по волейболу
Женская национальная сборная Гибралтара по волейболу (англ. Gibraltar women's national volleyball team) — представляет Гибралтар на международных соревнованиях по волейболу. Управляющей организацией выступает Волейбольная ассоциация Гибралтара (англ. Gibraltar Volleyball Association).

## История
Волейбольная ассоциация Гибралтара — член ФИВБ и ЕКВ с 1984 года.
На международной арене женская волейбольная сборная Гибралтара дебютировала в сентябре 1987 года на Островных играх, которые прошли на острове Гернси. В своей группе предварительного этапа гибралтарские волейболистки заняли 2-е место, а в матче за «бронзу» уступили команде Аландских островов. В дальнейшем сборная Гибралтара принимала участие в большинстве волейбольных турниров этих мультиспортивных соревнований, но до призовых мест не добиралась.
Кроме этого, команда Гибралтара дважды участвовала в чемпионатах малых стран Европы. В 1992 году подобный турнир проходил в Гибралтаре, на котором хозяйки выиграли серебряные награды. На предварительной стадии турнира гибралтарские волейболистки победили сборные Люксембурга и Сан-Марино, в полуфинале — команду Кипра, а в финале уступили тем же сан-маринским волейболисткам. В 2006 гибралтарские волейболистки принимали один из групповых этапов отборочного турнира чемпионата Европы (дивизион малых стран), но были разгромлены командами Лихтенштейна и Люксембурга, уступив в обоих матчах со счётом 0:3 и не сумев ни в одной из 6 сыгранных партий набрать более 11 очков.
После неудачного выступления на Островных играх 2011, где гибралтарские волейболистки заняли последнее 12-е место, сборная Гибралтара на протяжении 6 лет в международных соревнованиях участия не принимала.
В июне 2017 команда Гибралтара вновь была среди участников волейбольного турнира Островных игр, проводившихся на шведском острове Готланд. Потерпев в своей группе предварительного этапа 4 поражения в четырёх матчах, гибралтарки в поединке за 9-е место сумели обыграть сборную Гернси 3:0. Интересно, что на позиции центральной блокирующей сборной Гибралтара на протяжении многих сезонов выступает президент национальной волейбольной ассоциации Эмма Лабрадор.

## Результаты выступлений и составы

### Чемпионаты малых стран Европы
Сборная Гибралтара принимала участие только в двух чемпионатах малых стран Европы.
- 1992 —  2-е место
- 2007 — не квалифицировалась

- 2007 (квалификация): Зулайка Дуарте, Джолен Эстелла, Рэчел Эстелла, Таня Гарсия, Джессика Линк, Кайли Печино, Аннетт Праттс, Шарлен Рэмейдж, Шарол-Рэчел Рамирес, Ин-Кинг То, Шармэйн Валанс, Джованна Райт.

### Островные игры
| - 1985 — не участвовала - 1987 — 4-е место - 1989 — не участвовала - 1991 — не участвовала - 1993 — 5—6-е место - 1995 — 7-е место - 1997 — 5-е место - 1999 — 8-е место - 2001 — 4-е место | - 2003 — 6-е место - 2005 — не участвовала - 2007 — 11—12-е место - 2009 — не участвовала - 2011 — 12-е место - 2013 — не участвовала - 2015 — не участвовала - 2017 — 9-е место |

## Состав
Сборная Гибралтара на Островных Играх 2017
| №  | Имя, фамилия       | Год рождения | Рост | Амплуа      |
| -- | ------------------ | ------------ | ---- | ----------- |
| 1  | Эмма Лабрадор      | 1984         |      | центральная |
| 2  | Эмилия Живкович    | 2001         |      | нападающая  |
| 3  | Сабрин Эль-Хабали  | 2001         |      | центральная |
| 5  | Кэтрин Батчелор    | 1984         |      | центральная |
| 6  | Ин Кинг То         | 1976         |      | нападающая  |
| 7  | Хуани Гомес        | 1980         |      | нападающая  |
| 8  | Шарлин Оливеро     | 1982         |      | связующая   |
| 9  | Карла Дайана Кэлин | 1992         |      | связующая   |
| 10 | Пэй Чин Э          | 1988         |      | нападающая  |
| 15 | Ханна Куртни       | 1987         |      | либеро      |

- Главный тренер — Крис Фан.
- Тренер — Брайан Торрес.